# امربوچ
امربوچ (به آلمانی: Ammerbuch) یک شهرداری در آلمان است که در بادن-وورتمبرگ واقع شده‌است.

## خصوصیات
امربوچ ۴۹٫۹۹ کیلومترمربع مساحت دارد ۳۸۴ متر بالاتر از سطح دریا واقع شده‌است.